# Sahara Invitational
De Sahara Invitational was een jaarlijks golftoernooi in de Verenigde Staten en maakte deel uit van de Amerikaanse PGA Tour. Het toernooi vond plaats op verschillende golfbanen in Las Vegas, Nevada.

## Winnaars
| Jaar                | Baan                         | Winnaar           | score         | score         | Info              |
| Sahara Pro-Am       | Sahara Pro-Am                | Sahara Pro-Am     | Sahara Pro-Am | Sahara Pro-Am | Sahara Pro-Am     |
| ------------------- | ---------------------------- | ----------------- | ------------- | ------------- | ----------------- |
| 1958                | Paradise Valley Country Club | Bill Johnston     | ??            | ??            | 54-holes toernooi |
| 1959                | Paradise Valley Country Club | Doug Sanders      | 219           | +3            | 54-holes toernooi |
| 1960                | Paradise Valley Country Club | Bob Duden         | 207           | –5            | 54-holes toernooi |
| 1961                | Paradise Valley Country Club | Phil Rodgers      | 203           | –9            | 54-holes toernooi |
| Sahara Invitational |                              |                   |               |               |                   |
| 1962                | Paradise Valley Country Club | Tony Lema         | 270           | –14           | [ 4 ]             |
| 1963                | Paradise Valley Country Club | Jack Nicklaus     | 276           | –8            | [ 5 ]             |
| 1964                | Paradise Valley Country Club | Richard H. Sikes  | 275           | –9            | [ 6 ]             |
| 1965                | Paradise Valley Country Club | Billy Casper      | 269           | –15           | [ 7 ]             |
| 1966                | Paradise Valley Country Club | Jack Nicklaus     | 282           | –6            | [ 8 ]             |
| 1967                | Paradise Valley Country Club | Jack Nicklaus     | 282           | –6            | [ 9 ]             |
| 1968                | Paradise Valley Country Club | Chi Chi Rodriguez | 274           | –14           | [ 10 ]            |
| 1969                | Paradise Valley Country Club | Jack Nicklaus     | 272           | –16           | [ 11 ]            |
| 1970                | Paradise Valley Country Club | Babe Hiskey       | 276           | –12           | [ 12 ]            |
| 1971                | Paradise Valley Country Club | Lee Trevino       | 280           | –8            | [ 13 ]            |
| 1972                | Sahara Nevada Country Club   | Lanny Wadkins     | 273           | –11           | [ 14 ]            |
| 1973                | Sahara Nevada Country Club   | John Mahaffey     | 271           | –13           | [ 15 ]            |
| 1974                | Sahara Nevada Country Club   | Al Geiberger      | 273           | –11           | [ 16 ]            |
| 1975                | Sahara Nevada Country Club   | Dave Hill         | 270           | –14           | [ 17 ]            |
| 1976                | Sahara Nevada Country Club   | George Archer     | 271           | –13           | [ 18 ]            |

84 Lumber Classic ·
500 Festival Open Invitation ·
Agua Caliente Open ·
Air Canada Championship ·
Alameda County Open ·
Alcan Open ·
All American Open ·
Almaden Open ·
American Golf Classic ·
Ardmore Open ·
Arlington Hotel Open ·
AT&T Classic ·
Atlanta Open ·
Azalea Open Invitational ·
B.C. Open ·
Bahama's Open ·
Bakersfield Open Invitational ·
Baton Rouge Open Invitational ·
Beaumont Open Invitational ·
Blue Ribbon Open ·
Booz Allen Classic ·
Buick Challenge ·
Buick Open ·
Cajun Classic Open Invitational ·
California State Open ·
Carling World Open ·
Centel Classic ·
Chattanooga Classic ·
Cleveland Open ·
Connecticut Open ·
Coral Gables Open Invitational ·
Coral Springs Open Invitational ·
CVS Charity Classic ·
Dallas Open ·
Danny Thomas-Diplomat Classic ·
Dapper Dan Open ·
De Soto Open Invitational ·
Denver Open Invitational ·
Doral Open ·
Dow Jones Open Invitational ·
Durham Open ·
Eastern Open ·
El Paso Open ·
Empire State Open ·
Esmeralda Open ·
Fig Garden Village Open Invitational ·
Florida Open ·
Fort Wayne Open ·
Frank Sinatra Open Invitational ·
Gasparilla Open ·
Gatlin Brothers-Southwest Golf Classic ·
Ginn sur Mer Classic ·
Chicago Open ·
Glens Falls Open ·
Golden Gate Championship ·
Goodall Palm Beach Round Robin ·
Greater St. Louis Golf Classic ·
Gulfport Open ·
Haig Open Invitational ·
Hale America National Open Golf Tournament ·
Hall of Fame Golf Classic ·
Hershey Open ·
Hesperia Open Invitational ·
Houston Open ·
Indian Ridge Hospital Open Invitational ·
Inverness Invitational Four-Ball ·
Jacksonville Open ·
Kansas City Open ·
Kentucky Derby Open ·
Knoxville Invitational ·
La Gorce Open ·
Labatt Open ·
Liggett & Myers Open ·
Long Beach Open ·
Long Island Open ·
Lucky International Open ·
Maryland Open ·
Massachusetts Open ·
Mayfair Inn Open ·
Memphis Invitational ·
Metropolitan Open ·
Metropolitan PGA Championship ·
Miami Beach Open ·
Miami International Four-Ball ·
Miami Open ·
Michelob Championship at Kingsmill ·
Michigan Golf Classic ·
Milwaukee Open Invitational ·
Milwaukee Open ·
Mobile Sertoma Open Invitational ·
Motor City Open ·
Mountain View Open ·
National Airlines Open Invitational ·
National Celebrities Open ·
National Team Championship ·
New Jersey PGA Championship ·
New Jersey State Open ·
New York State Open ·
North and South Open ·
Northern California Open ·
Oakland Open ·
Ohio Kings Island Open ·
Ohio Open ·
Oklahoma City Open Invitational ·
Oklahoma Open ·
Ontario Open ·
Orange County Open Invitational ·
Oregon Open ·
Pasadena Open ·
Pennsylvania Open Championship ·
Pensacola Open ·
Pepsi Championship ·
Philadelphia Daily News Open ·
Philadelphia Golf Classic ·
Philadelphia Inquirer Open ·
Philadelphia Open ·
Portland Open Invitational ·
Reading Open ·
Rebel Yell Open ·
Rio Grande Valley Open ·
Robinson Open ·
Rubber City Open Invitational ·
Sacramento Open ·
Sahara Invitational ·
Seattle Open Invitational ·
Sioux City Open ·
Southern (Spring) Open ·
St. Paul Open ·
St. Petersburg Open Invitational ·
Sunset-Camellia Open Invitational ·
Sunshine Open Invitational ·
Tacoma Open ·
The International ·
Thomasville Open ·
Thunderbird Classic ·
Thunderbird Invitational ·
Tournament of the Gardens Open ·
Tucson Open ·
Turning Stone Resort Championship ·
US Bank Championship in Milwaukee ·
US Professional Match Play Championship ·
Utah Open ·
Virginia Beach Open ·
Virginia Open ·
Waco Turner Open ·
Walt Disney World Golf Classic ·
West End Classic ·
West Palm Beach Open Invitational ·
Westchester Open ·
Western Open ·
White Sulphur Springs Open ·
Wisconsin State Open ·
World Championship of Golf ·
Yorba Linda Open Invitational